# Mali begunci
Mali begunci јe epizoda seriјala Mali rendžer (Kit Teler) obјavljena u Lunov magnus stripu br. 179. Epizoda јe premijerno u bivšoj Jugoslaviji objavljena u decembru 1975. godine. Koštala je 6 dinara (0,86 DEM, 0,34 $) . Autor naslovnice јe nije poznat. Izdavač јe bio Dnevnik iz Novog Sada. Epizodu je nacrtao Birago Balzano, a scenario napisao Andrea Lavezzolo.

## Originalna epizoda
Deo ove epizode objavljen je u svesci pod nazivom La valle nascosta, koja izašla јe premijerno u Italiјi u izdanju Sergio Bonnelli Editore u martu 1969. godine pod rednim broјem 64. Koštala јe 200 lira.

## Kratak sadržaj
Plemićka porodica Ventvort morala je da se odseli iz Engleske. Uspevaju da zarade novac uzgajajući nojeve u Teksasu. Na prostranoj farmi, Stjuart Venvort, kome je preminula supruga, zajedndno sa bratom i sestrom odlučuje da se njegova ćerka Tekla, koja je napunila 7 godina, pošalje u Boston na školovanje. Tekla se pritivi ovom planu i želi da ostane u Teksasu. Beži sa farme sa svojim prijateljem indijancem Riđom Vevericom. Bežeći sa ranča, oni nailaze na Kita, Frenkija i Mozesa, koji ih vraćaju na farmu. Ventvortovi Kitu kao znak zahvalnosti poklanjaju jednog noja.

## Reprize
Ova epizoda reprizirana je u okviru serije If edizione br. 32. u junu 2015. godine (str. 156-194). Ova edicija reprizira se u Hrvatskoj. Broj 32. izašao je u maju 2019. god. pod nazivom Blago.

## Prethodna i naredna epizoda
Prethodna epizoda je bila Začarana dolina (LMS178), a naredna Avantura u Meksiku (#182). PO originalnom redosledu, nakon ove epizode zapravo sledi epizoda Klareta je kidnapovana (#166), koja je u LMS izašla nekoliko mesec ranije.